# ハンフリー・オブ・ランカスター
ハンフリー・オブ・ランカスター（Humphrey of Lancaster, 1390年10月3日 - 1447年2月23日）は、百年戦争期のイングランド・ランカスター朝の王族でイングランド王ヘンリー4世と最初の妻メアリー・ド・ブーンの四男。ヘンリー5世、クラレンス公トマス、ベッドフォード公ジョンの弟。1414年にグロスター公とペンブルック伯に叙せられた。護国卿（在位：1422年 - 1429年）でもあった。

## 生涯
1415年のアジャンクールの戦いに参戦して負傷、長兄ヘンリー5世が1422年に急死した後、甥でイングランド王兼フランス王ヘンリー6世の摂政代理、護国卿の地位に就いた。しかしヘンリー6世を補佐する諮問会議はグロスター公の権力を制限する方針に決定、三兄のベッドフォード公ジョンが摂政で、グロスター公はフランスを統治する兄がイングランド不在の間の代理に過ぎず、政策関与も諮問会議の同意を得なければならないなど大幅な制限を強いられた。また、この決定に叔父のヘンリー・ボーフォート枢機卿が深く関与していたことが原因で、2人は対立し合う関係となっていった。
1424年10月、グロスター公は妻のエノー・ホラント・ゼーラント女伯ジャクリーヌの権利を主張してネーデルラントに侵略し、イングランドと同盟していたブルゴーニュ公フィリップ3世（善良公）と対立、翌1425年4月に敗退してイングランドへ帰国するまでネーデルラントを転戦した。これはブルゴーニュとの同盟を崩壊させかねない行為で、グロスター公の独断専行に怒った兄からの勧告を跳ねつけ、12月に再度遠征軍を派遣したがブルゴーニュ軍に撃破され、最終的に1428年にローマ教皇マルティヌス5世からジャクリーヌとの婚姻の無効を受け入れネーデルラント介入を諦めた。
一方、イングランドでボーフォート枢機卿一派の排除を画策、調停に動いた兄の工作により1426年のバット議会で一旦矛を収めたが、兄が翌1427年にフランスへ向かうと枢機卿への讒言、ボーフォート派の更迭などを行ったが、いずれも諮問会議の反対で失敗、1435年に兄が亡くなり1437年にヘンリー6世が親政を宣言すると、国王の信任が厚い枢機卿らボーフォート派がイングランドの支配を確立、政争に敗れたグロスター公は百年戦争の対応を巡り抗戦派としてヨーク公リチャードらと結託、和平派のボーフォート派と対立した。
やがて和平派がヘンリー6世の周辺を取り囲むようになり、ヨーク公らが大陸派遣の命令で遠ざけられると孤立、1440年に和平派がフランスとの交渉進展工作として実行した捕虜のオルレアン公シャルル・ド・ヴァロワの釈放に反対したが受け入れられず、1441年に2番目の妻エレノア・コブハムがヘンリー6世を黒魔術で呪詛したとの疑いで逮捕され、大いに面目を失った。そして王妃マーガレット・オブ・アンジューやボーフォート枢機卿、サフォーク伯ウィリアム・ド・ラ・ポールら和平派の工作により1447年に逮捕され、同年2月23日に急死した（和平派に暗殺されたとも）。4月に枢機卿も死去、政界はサフォーク伯を中心に動いていった。
軽率な行動が多く不遇な生涯を送ったが、オックスフォード大学で学んだことがあり、文芸の保護に熱心で蒐集書は大学に寄贈され、現在のボドリアン図書館の元になるハンフリー公図書館が創設された。また、イングランド商人に対して免税を推進したことがあり、商人層やロンドン市民からの人気は高く善良公（Good Duke）と呼ばれた。

## 結婚
1422年にエノー・ホラント・ゼーラント女伯ジャクリーヌと結婚、ジャクリーヌは1子を死産した後は子供ができなかった。ジャクリーヌは先夫ブラバント公ジャン4世と離縁しての再婚であったが、1428年にローマ教皇マルティヌス5世の勅書で先夫との結婚が有効でありグロスター公との結婚は無効であるとされた。同年、グロスター公は愛人でジャクリーヌの侍女だったエレノア・コブハムと再婚したが、1441年にエレノアは呪詛容疑で逮捕され終身刑の判決が下り、1452年に死ぬまで釈放されなかった。嫡子が生まれなかったため、グロスター公位は断絶した。
ただし、2人の庶子がいる（母はエレノアとされる）。
- アーサー（? - 1447年）- 父の死後5ヶ月後に反逆罪で逮捕[7]
- アンティゴネ（? - ?） - タンカーヴィル伯ヘンリー・グレイと結婚